# Gabriela Gunčíková
Gabriela Gunčíková (* 27. Juni 1993 in Kroměříž) ist eine tschechische Sängerin. Sie vertrat Tschechien beim Eurovision Song Contest 2016 in Stockholm.

## Leben und Karriere
2011 nahm sie am Finale der zweiten Staffel der Castingshow Česko Slovenská SuperStar teil und gewann den Newcomer-Preis bei der Český-slavík-Verleihung. Gunčíková ging 2013 nach Kalifornien, studierte an der Ken Tamplin Vocal Academy Gesang und wurde als eine der besten Studentinnen zum Aushängeschild der Akademie. Nach der Ausbildung bei Ken Tamplin wurde sie Mitglied des US-amerikanischen Trans-Siberian Orchestra, einer Mischung aus Rockband und Orchester, mit dem sie auf zwei großen Tourneen rund 120 Konzerte spielte.
Am 10. März 2016 wurde Gunčíková vom tschechischen Fernsehsender ČT als intern gewählte Vertreterin des Landes beim ESC 2016 in Schweden bekanntgegeben. Ihr Beitrag I Stand, vorgestellt am 11. März, trat im ersten Semifinale am 10. Mai 2016 an. Sie schaffte es als erste tschechische Teilnehmerin ins Finale und erreichte den 25. Platz.

## Diskografie

### Studioalben
- 2011: Dvojí tvář
- 2013: Celkem jiná

### Singles
- 2016: I Stand